# Чемпіонат України з гандболу серед жінок
Чемпіонат України з гандболу серед жінок розігрують з 1992 року. Від сезону 2003/04 найвищий дивізіон носить назву Суперліга.

## Назва ліги
- 1992—2002/03 Вища ліга «А»
- З 2003/04 Суперліга

## Призери
| Сезон   | Чемпіон             | Срібло                          | Бронза                               | Найкращий бомбардир                                             |
| ------- | ------------------- | ------------------------------- | ------------------------------------ | --------------------------------------------------------------- |
| 1992    | «Спартак» Київ      | «Мотор» Запоріжжя               | «Автомобіліст» Бровари               | Світлана Цкітішвілі («Карпати», ?)                              |
| 1992/93 | «Мотор» Запоріжжя   | «Автомобіліст» Бровари          | «Спартак» Київ                       | ?                                                               |
| 1993/94 | «Мотор» Запоріжжя   | «Спартак» Київ                  | «Автомобіліст» Бровари               | ?                                                               |
| 1994/95 | «Мотор» Запоріжжя   | «Спартак» Київ                  | «Автомобіліст» Бровари               | ?                                                               |
| 1995/96 | «Спартак» Київ      | «Мотор» Запоріжжя               | «Автомобіліст» Бровари               | ?                                                               |
| 1996/97 | «Мотор» Запоріжжя   | «Автомобіліст» Бровари          | «Карпати» Ужгород                    | ?                                                               |
| 1997/98 | «Мотор» Запоріжжя   | «Спартак» Київ                  | «Галичанка» Львів                    | ?                                                               |
| 1998/99 | «Мотор» Запоріжжя   | «Спартак» Київ                  | «Автомобіліст» Бровари               | ?                                                               |
| 1999/00 | «Спартак» Київ      | «Мотор» Запоріжжя               | «Галичанка» Львів                    | ?                                                               |
| 2000/01 | «Мотор» Запоріжжя   | «Спартак» Київ                  | «Транспортник» Бровари               | ?                                                               |
| 2001/02 | «Мотор» Запоріжжя   | «Спартак» Київ                  | «Галичанка» Львів                    | ?                                                               |
| 2002/03 | «Мотор» Запоріжжя   | «Спартак» Київ                  | «Галичанка» Львів                    | ?                                                               |
| 2003/04 | «Мотор» Запоріжжя   | «Спартак» Київ                  | «Галичанка» Львів                    | ?                                                               |
| 2004/05 | «Мотор» Запоріжжя   | «Галичанка» Львів               | «Спартак» Київ                       | ?                                                               |
| 2005/06 | «Мотор» Запоріжжя   | «Спартак» Київ                  | «Галичанка» Львів                    | ?                                                               |
| 2006/07 | «Мотор» Запоріжжя   | «Галичанка» Львів               | «Податкова Академія» Ірпінь          | ?                                                               |
| 2007/08 | «Мотор» Запоріжжя   | «Галичанка» Львів               | «Карпати» Ужгород                    | ?                                                               |
| 2008/09 | «Спарта» Кривий Ріг | «Мотор» Запоріжжя               | «Галичанка» Львів                    | ?                                                               |
| 2009/10 | «Спарта» Кривий Ріг | «Запоріжжя-ЗДІА» Запоріжжя      | «Податкова Академія» Ірпінь          | Ірина Глібко («Запоріжжя-ЗДІА», 275)                            |
| 2010/11 | «Спарта» Кривий Ріг | «Карпати» Ужгород               | «Податковий Університет» Ірпінь      | Вікторія Цибуленко («Спарта» , 218)                             |
| 2011/12 | «Карпати» Ужгород   | «Податковий Університет» Ірпінь | «Спартак» Київ                       | Вікторія Цибуленко («Спарта» , 238)                             |
| 2012/13 | «Карпати» Ужгород   | «Галичанка» Львів               | «Дніпрянка» Херсон                   | Ірина Компанієць («Спарта») Юлія Приходько («Спартак») — по 298 |
| 2013/14 | «Карпати» Ужгород   | «Галичанка» Львів               | «Дніпрянка» Херсон                   | Юлія Приходько («Спартак», 138)                                 |
| 2014/15 | «Галичанка» Львів   | «Карпати» Ужгород               | «Дніпрянка» Херсон                   | Інна Голярдик («Хмельничанка», 313)                             |
| 2015/16 | «Галичанка» Львів   | «Карпати» Ужгород               | «Дніпрянка» Херсон                   | Ганна Козаєва («Спартак», 255)                                  |
| 2016/17 | «Галичанка» Львів   | «Карпати» Ужгород               | «Дніпрянка» Херсон                   | Ірина Компанієць («Карпати», 182)                               |
| 2017/18 | «Галичанка» Львів   | «Карпати» Ужгород               | «Дніпрянка» Херсон                   | Альона Шупик («Спартак», 177)                                   |
| 2018/19 | «Галичанка» Львів   | «Карпати» Ужгород               | «Дніпрянка» Херсон                   | Світлана Аксьонова («РЕАЛ-МОШВСМ-НУК», 178)                     |
| 2019/20 | «Галичанка» Львів   | «Реал» (Миколаїв)               | «Карпати» Ужгород                    | Світлана Аксьонова («Реал», 175)                                |
| 2020/21 | «Галичанка» Львів   | «Карпати» Ужгород               | «Реал» Миколаїв                      | Анна Дябло («Дніпрянка» Херсон, 187)                            |
| 2021/22 | «Галичанка» Львів   | «Дніпрянка» Херсон              | «Реал» Миколаїв                      | Анастасія Дереклеєва («Реал» Миколаїв, 155)                     |
| 2022/23 | «Галичанка» Львів   | «Карпати» Ужгород               | «Львівська політехніка-ЛФКС» (Львів) | Каріна Колодюк («Карпати», 108)                                 |
| 2023/24 | «Галичанка» Львів   | «Карпати» Ужгород               | «Спартак-ШВСМ» (Київ)                | Анастасія Гінкул («Реал», 180)                                  |
| 2024/25 | «Галичанка» Львів   | «Карпати» Ужгород               | «Спартак-ШВСМ» (Київ)                | Інна Голярдик («Рівне-ДЮСШ-4», 204)                             |

## Досягнення клубів
| Клуб                               | Чемпіон | 2-е місце | 3-є місце |
| ---------------------------------- | ------- | --------- | --------- |
| «Мотор» Запоріжжя                  | 14      | 4         | 0         |
| «Галичанка» Львів                  | 11      | 5         | 7         |
| «Спартак» Київ                     | 3       | 9         | 5         |
| «Карпати» Ужгород                  | 3       | 9         | 3         |
| «Спарта» Кривий Ріг                | 3       | 0         | 0         |
| «Транспортник» Бровари             | 0       | 2         | 6         |
| «Дніпрянка» Херсон                 | 0       | 1         | 7         |
| «Податкова Академія» Ірпінь        | 0       | 1         | 3         |
| «Реал» Миколаїв                    | 0       | 1         | 2         |
| «Запоріжжя ЗДІА» Запоріжжя         | 0       | 1         | 0         |
| «Львівська політехніка-ЛФКС» Львів | 0       | 0         | 1         |

Після закінчення сезону 2022/2023

### Найкращі бомбардирки
Інформація за період з сезону 2009/10 по сезон 2021/22.
| Місце | Гравчиня                  |
| ----- | ------------------------- |
| 1     | Ірина Глібко              |
| 2     | Вікторія Цибуленко        |
| 3-4   | Ірина Компанієць          |
| 3-4   | Юлія Порадник (Приходько) |
| 5     | Інна Голярдик             |
| 6     | Анна Козаєва              |
| 7     | Альона Шупік              |
| 8     | Світлана Аксьонова        |
| 9     | Анна Дябло                |
| 10    | Анастасія Дереклєєва      |

## Зведена турнірна таблиця
Зведена турнірна таблиця за останні сезони (2007/08 — 2017/18)
| №  | Команда                           | С  | І   | В   | Н  | П   | М          | О   |
| -- | --------------------------------- | -- | --- | --- | -- | --- | ---------- | --- |
| 1  | «Карпати» Ужгород                 | 12 | 356 | 243 | 10 | 103 | 10185-8367 | 496 |
| 2  | «Галичанка» Львів                 | 12 | 356 | 266 | 8  | 110 | 10438-8207 | 484 |
| 3  | «Спартак» Київ                    | 10 | 309 | 126 | 13 | 170 | 7643-8246  | 265 |
| 4  | «Спарта» Кривий Ріг               | 6  | 201 | 124 | 4  | 73  | 5777-5014  | 252 |
| 5  | «Дніпрянка» Херсон                | 14 | 327 | 138 | 10 | 179 | 8178-8547  | 264 |
| 6  | «Податковий Університет» Ірпінь   | 6  | 201 | 107 | 8  | 86  | 5341-5124  | 222 |
| 7  | «Мотор» Запоріжжя                 | 2  | 70  | 59  | 3  | 8   | 2169–1554  | 121 |
| 8  | Реал (Миколаїв)                   | 6  | 153 | 44  | 3  | 106 | 3715-4362  | 85  |
| 9  | «Запоріжжя ЗДІА» Запоріжжя        | 2  | 65  | 40  | 3  | 22  | 1698-1464  | 83  |
| 10 | «Педуніверситет-Енерго» Тернопіль | 2  | 62  | 32  | 3  | 27  | 1855-1854  | 67  |
| 11 | «Хмельничанка» Хмельницький       | 2  | 46  | 22  | 2  | 22  | 1211-1388  | 39  |
| 12 | «Економ-Університет» Тернопіль    | 4  | 111 | 25  | 0  | 76  | 2179-3255  | 34  |
| 13 | ГК «Бровари» Бровари              | 3  | 67  | 10  | 3  | 67  | 1279-2047  | 23  |
| 14 | ДЮСШ21-ЦСКА (Київ)                | 3  | 81  | 8   | 5  | 68  | 1903-2821  | 21  |
| 15 | ДЮСШ4 (Кривий Ріг)                | 1  | 16  | 10  | 1  | 5   | 432-391    | 21  |
| 16 | «Панацея» Харків                  | 1  | 35  | 2   | 0  | 33  | 751-1164   | 4   |
| 17 | ДЮСШ-3 (Запоріжжя)                | 1  | 30  | 0   | 1  | 29  | 435-841    | 1   |